# Тумерсола (Медведевський район)
Тумерсо́ла (рос. Тумерсола, марій. Тумерсола) — присілок у складі Медведевського району Марій Ел, Росія. Входить до складу Пекшиксолинського сільського поселення.

## Населення
Населення — 61 особа (2010; 16 у 2002).
Національний склад (станом на 2002 рік):
- лучні марійці — 69 %
- росіяни — 31 %